# Disiz
Sérigne M'Baye Gueye (Amiens, Francia, 22 de marzo de 1978), conocido artísticamente como Disiz (y sus apodos Disiz la Peste, Disiz Peter Punk e Inspecteur Disiz), es un rapero, cantante, escritor y actor francés.
El 23 de octubre del año 2000, publicó su primer álbum Le Poisson rouge con el sencillo «J'pète les plombs», inspirado en la película Un día de furia (Falling Down en inglés) de Joel Schumacher, que fue estrenada en el verano de ese año; fue un gran éxito con 200.000 copias vendidas.
A principios de 2005, Disiz apareció en la película Dans tes rêves de Denis Thybaud, con el papel de Ixe, un joven rapero que buscaba cumplir su sueño. En 2009, anunció el fin de su carrera como rapero; en una entrevista organizada por la revista Streetlive, Disiz expresó su deseo de enfocar su carrera musical hacia el rock y también manifestó sus preocupaciones acerca de esta decisión. Regresó el 8 de marzo de 2012 con una segunda novela, René, y el 26 de marzo con el EP Lucide, la primera parte de la trilogía Lucide.

## Biografía

### Primeros años (1978-1999)
Disiz nació el 22 de marzo de 1978 en Amiens, en el departamento de Somme; su madre es picarda y su padre senegalés. Creció en el Barrio de Épinettes en Évry, escuchando principalmente rap francés, específicamente los pioneros NTM e IAM, además de rock.
Entre los años 1997 y 1999, hizo un ciclo formativo de grado medio de artes gráficas.
Debutó en el grupo Rimeurs À Gages. Descubierto por JoeyStarr después de lanzar su maxisencillo Bomb Beast (ce que les gens veulent entendre), Disiz participó en la banda sonora de la película Taxi 2 a principios del 2000, dentro del colectivo One Shot, formado por: Faf Larage, Nuttea, Jalane, Kimto Vasquez (del grupo Less du Neuf ) y Taïro.

### Carrera establecida (2000-2006)
Tras la publicación de su primer disco Le Poisson rouge, recibió doble disco de oro. Además, Disiz firmó este disco con JMdee, su disc-jockey, y se distribuyeron dos pistas musicales más como sencillos: «Le Poisson rouge» y «Ghetto sitcom». Más tarde, Disiz sacó una marca de ropa y unos casetes en Senegal; el álbum Jeu de société se publicó el 27 de octubre de 2003, así como el mixtape promocional titulado Disizenkane. Unos meses más tarde, el 30 de marzo de 2004, Disiz lanzó el álbum Fuck Dat.FM con su colectivo del mismo nombre (Fuck Dat).  Este colectivo es originario de Évry e incluye a los raperos Éloquence, Apôtre H, Dayen, Treyz, Komplex y Flag; la mayoría de miembros participaron en álbumes de Disiz: Éloquence aparece en el tema «La philosophie du hall», Treyz en «Le Poisson rouge» y Dayen en «91 Unda». El éxito que tuvieron los casetes Sant Yalla y Sama Adjana en Senegal le llevó a compartir, el 2 de noviembre de 2004, la síntesis de estos dos, adornada con algunos temas inéditos como Itinéraire d'un enfant bronzé. Disiz lo firmó con su nombre de nacimiento, Sérigne M'Baye.
A principios de 2005, además de su aparición en la película Dans tes rêves, Disiz interpretó el tema principal de la banda sonora, «Dans tes rêves», junto con Kool Shen. En octubre de 2005, Disiz publicó su tercer auténtico álbum de estudio, Les Histoires extraordinaires d'un jeune de banlieue, coronado álbum de rap/ragga/hip hop/R&B del año en los premios Victoires de la Musique de 2006. También fue invitado ese mismo año por Yannick Noah para cantar Métis(se) a dos voces. Al año siguiente, interpretó a Éloi en la telenovela francesa Petits meurtres en famille, donde apareció en los créditos con su nombre de pila, Sérigne M'Baye. Tras los disturbios de Francia de 2005, participó en un debate en Tracks, la revista musical del canal Arte, contra Ekoué del grupo la Rumeur y Joey Starr.

### Participación política y evolución artística (2007-2011)

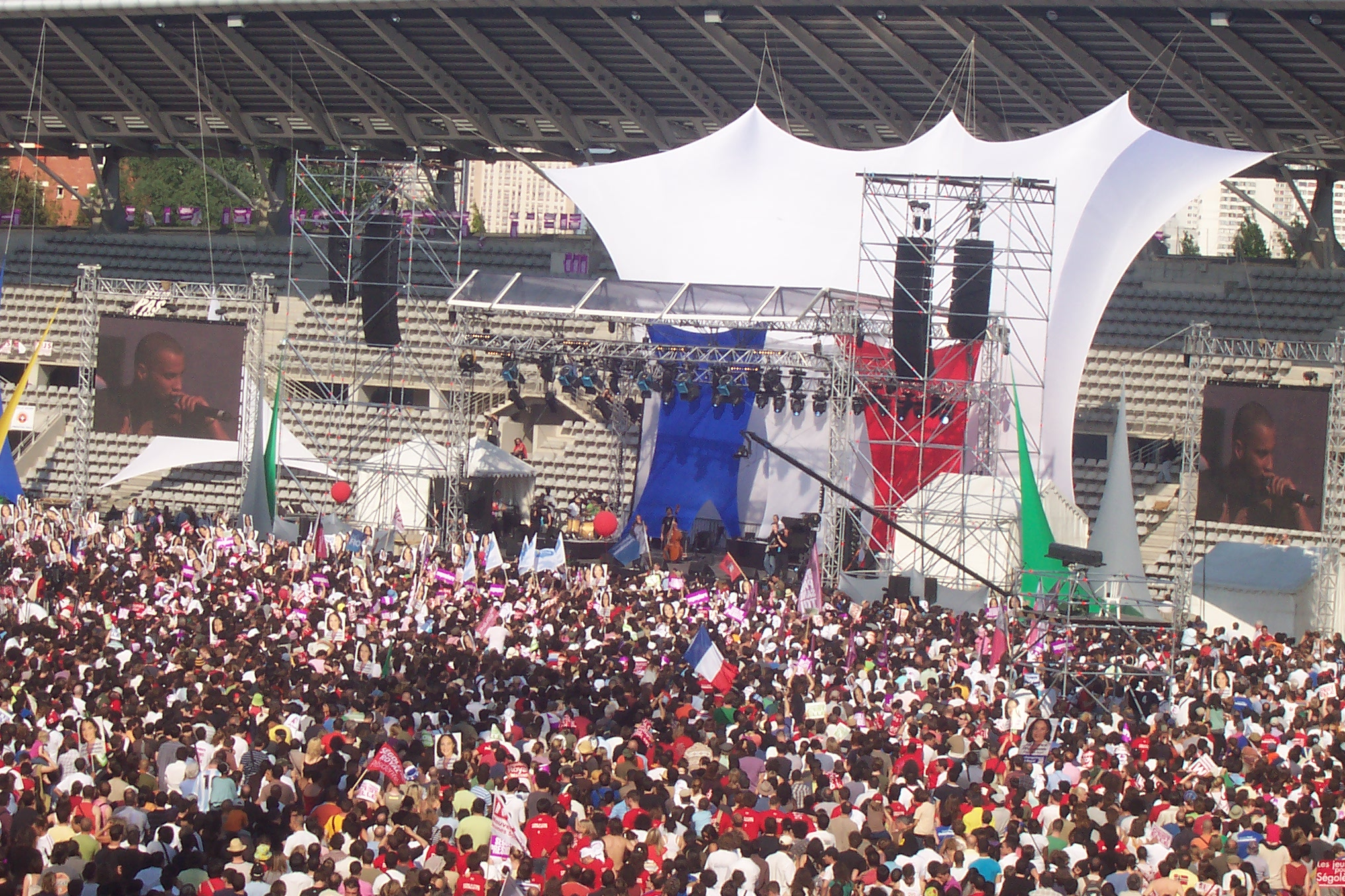
Disiz en el mitin de Ségolène Royal el 1 de mayo de 2007 en el Estadio Charléty.

El 11 de febrero de 2007, Disiz asistió con su esposa al primer mitin electoral de la candidata socialista (en las elecciones presidenciales) Ségolène Royal en Villepinte. También participó en su gran mitin del 1 de mayo de 2007 en el estadio Charléty. Sin embargo, declaró en una entrevista de France Inter que para él, su asistencia «no fue complicidad; durante la segunda votación cuando ella se encontraba contra Nicolas Sarkozy, era una mujer de izquierdas que podría llegar a ser presidenta y por esto me pareció obvio ir». Por otra parte, afirmó en la misma entrevista que «eran cosas que ya no haría más» y que ya no se involucraría en un mitin electoral ni mezclaría el mundo político con el musical.
En 2008, Disiz se decidió por un nuevo concepto para un nuevo álbum de rap / house en el grupo llamado Rouge à lèvres, junto con Grems, Killersounds, Le 4Romain, John 9000 y DJ Gero; bajo los apodos «Peter Punk» y «Electro Pimp». Fue durante esta época que comenzó a montar su propio sello discográfico: Lucidream. Anunció el final de su carrera como rapero en 2009 con «Disiz The End», esta es la frase que publicó en su página de Myspace, aparentemente marcando su fin: («Dejo el rap como se conoce en esta pobre Francia, pero continuaré con la música en general»). Fue también el nombre de su álbum lanzado el 26 de mayo de 2009. Para su promoción, Disiz tenía un blog dedicado específicamente para su lanzamiento y publicó dos cintas producidas por Dave Daivery, el cual recopiló sus diferentes apariciones a lo largo de su carrera, tituladas Disiz Story 1 y 2. El disco critica mayormente el rap bling bling de mujeres atractivas, raperos musculosos y automóviles. La última canción introduce el giro punk y anuncia la llegada de Peter Punk. En una entrevista de Streetlive, Disiz expresó su deseo de enfocarse en el rock y sus preocupaciones en cuanto a ello. Tras estos cambios, Disiz sacó el álbum Dans le ventre du crocodile el 11 de mayo de 2010 bajo el apodo «Disiz Peter Punk».
En 2010 aprobó el examen de acceso a la universidad para adultos sin bachillerato francés y se matriculó en la facultad de derecho.

### Regreso al rap (2012-presente)

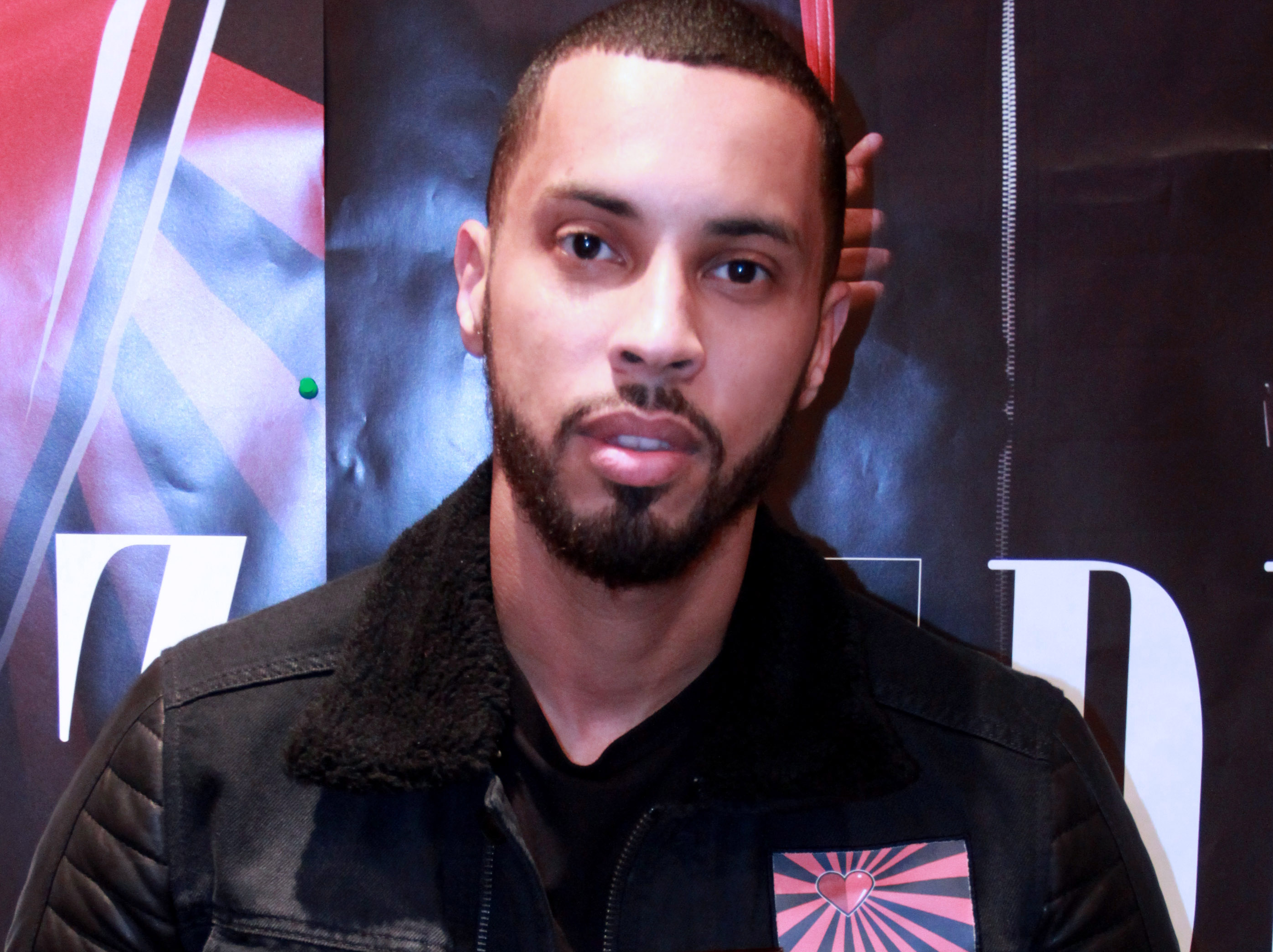
Disiz en 2012.

Tras varios años de ausencia, regresó el 8 de marzo de 2012 con una segunda novela, René, y el 26 con el EP Lucide, primera parte de la trilogía Lucide. Compartió varios títulos de su EP, tales como «Moïse»y «Toussa Toussa», mientras se esperaba a que saliera el álbum. Para promocionarlo, Disiz publicó, junto a estos títulos, una variedad de canciones tituladas Vendredi C Sizdi en las redes sociales. Entre ellas figuran «Le poids d'un gravillon» y «Shadow Coxing»; además se aprovechó de esta oportunidad para compartir «La Luciole», sacada de Dans le ventre du crocodile. Paralelamente a su regreso, montó su propia marca de ropa Galvanized, cuya promoción tuvo lugar en sus videoclips. La marca utiliza el símbolo de la píldora roja ilustrada en el EP Lucide.
Después del lanzamiento de Lucide, Disiz firmó con Def Jam France para el lanzamiento del álbum Extra-lucide el 29 de octubre de 2012. El primer título homónimo se publicó a partir del verano de 2012; para su promoción, subió nuevos videoclips Vendredi C Sizdi: «Coeur Gangster», «Vide» y «Auto-Dance». El segundo sencillo del álbum se llama «Best Day» y se compartió el 22 de octubre, igualmente se encuentra en él una colaboración con Orelsan titulada «Go Go Gadget» que hace sample de la canción de apertura del dibujo animado Inspector Gadget. El título «Polyurethane (Plastic Life)» se compartió antes que Transe-Lucide, la última parte de la trilogía Lucide. El videoclip de la canción «Salaud de Pauvres» revela al final un adelanto marcado como Next: Transe-Lucide. Este álbum se presentó, a través de una grabación con el mismo nombre, durante el concierto del 23 de abril de 2013 en el Olympia (París). Su lista de canciones y fecha de lanzamiento fueron anunciadas el 16 de diciembre, pero oficialmente fue publicado el 3 de marzo de 2014, y marcó el final de la trilogía. El primer título se llama «Fuck les problèmes», seguido por: «Rap Genius», «Complexité Française», «Kamikaze» y «King of Cool». Su lanzamiento también fue una oportunidad para compartir nuevos videoclips Vendredi C sizdi: «Hass Been» y «Petit coin de paradis».
Al mismo tiempo, Disiz intentó adentrarse en el mundo teatral. A partir de septiembre de 2013, apareció junto a la cantante Sapho, el actor Denis Lavant y el músico Mehdi Haddab en la obra de teatro Les Amours Vulnérables de Desdémone et Othello; obra escrita originalmente por Manuel Piolat Soleymat y Razerka Ben Sadia-Lavant, y dirigida por Razerka Ben Sadia-Lavant en el Théâtre Nanterre-Amandiers. Un año más tarde, interpretó la canción de apertura de la serie de dibujos animados Foot 2 rue Extrême, transmitida en el canal France 3 en toda Francia durante la Copa Mundial de Fútbol. Durante el verano, en junio, participó en el álbum de canciones versionadas de la cantante francesa Renaud para el proyecto La Bande à Renaud, donde versiona «Laisse béton»; obtuvo el primer lugar en álbum más escuchado y vendió más de 50.000 copias en una semana.
Mientras promocionaba Transe-Lucide, Disiz anunció que estaba preparando un nuevo álbum titulado Rap Machine para el 1 de junio de 2015. Compartió dos títulos previos al álbum, Rien à coffrer y Buzzer Shot, antes de empezar la promoción de este con diferentes canciones: «Les 10 commandements du M.C.», «Bête de bombe 6» y «Abuzeur». El 19 de mayo de 2015, coincidiendo con el nonagésimo aniversario del nacimiento de Malcolm X, organizó un concierto llamado Who Is Malcolm X y reunió a varios artistas del rap como Youssoupha, Médine, Kery James, Lino y Mac Tyer .
El 16 de diciembre de 2016, Disiz publicó Grande Colère bajo el apodo «Disiz La Peste», con un estilo más electrónico y poco convencional, después anunció un nuevo álbum sin dar su nombre y compartió dos videoclips en 2017: el primero, «Autre espèce», el 27 de enero y el segundo, «Splash», el 5 de mayo. Estos dos títulos pertenecen al álbum Pacifique que fue publicado el 9 de junio del mismo año, sin embargo, no alcanzó el disco de oro hasta un año más tarde.
Disiz reveló la lista de canciones de su nuevo álbum Disizilla el 24 de agosto de 2018, pero no fue publicado hasta el 14 de septiembre. Compartió un primer sencillo «Hiroshima» ese mismo 24 de agosto, antes de lanzar «Disizilla» y «Kaïju» el 7 de septiembre.
El 24 de octubre de 2020, compartió un nuevo EP sin título, con 3 canciones grabadas especialmente para el vigésimo aniversario de su primer álbum Le Poisson Rouge. Fue un EP fugaz, disponible para escuchar solamente durante 24 horas.
A causa de la celebración del Día de San Valentín de 2022, Disiz anunció el lanzamiento de su álbum L'Amour para el 18 de marzo. Compartió al mismo tiempo la portada y la lista de canciones, y llegado marzo, creó su propio sello discográfico llamado Sublime. A 25 de agosto, obtuvo oficialmente el disco de oro con más de 50.000 copias vendidas. El título «Rencontre», un dueto con Damso, oficialmente se convierte en sencillo de diamante.

## Discografía

### Álbumes de estudio
Clasificación de álbumes / EP
| Año  | Álbum                                                 | Mejor posición en las listas | Mejor posición en las listas | Sello discográfico                         |
| Año  | Álbum                                                 | Francia                      | Bélgica                      | Sello discográfico                         |
| ---- | ----------------------------------------------------- | ---------------------------- | ---------------------------- | ------------------------------------------ |
| 2000 | Le poisson rouge                                      | 5                            | --                           | Barclay (Universal Music)                  |
| 2003 | Jeu de société                                        | 31                           | --                           | Barclay (Universal Music)                  |
| 2004 | Itinéraire d'un enfant bronzé                         | --                           | --                           | Barclay (Universal Music)                  |
| 2006 | Les histoires extra-ordinaires d'un jeune de banlieue | 30                           | --                           | Barclay (Universal Music)                  |
| 2009 | Disiz the end                                         | 45                           | 74                           | Naïve                                      |
| 2010 | Dans le ventre du crocodile                           | --                           | --                           | Naïve                                      |
| 2012 | Lucide                                                | 21                           | --                           | Lucidream                                  |
| 2012 | Extra-Lucide                                          | 6                            | 18                           | Lucidream Def Jam France (Universal Music) |
| 2013 | Transe-Lucide                                         | 14                           | 12                           | Lucidream Def Jam France (Universal Music) |
| 2015 | Rap Machine                                           | 12                           | 26                           | Lucidream                                  |
| 2017 | Pacifique                                             | 8                            | 38                           | Polydor                                    |
| 2018 | Disizilla                                             | 11                           | 14                           | Polydor                                    |
| 2022 | L'Amour                                               | 4                            |                              | Universal Music Distribution Deal          |

Lista de pistas musicales
| 2000: Le Poisson rouge (Disiz La Peste) |
| --- |
| 1. «Intro» - 1:26 2. «Le challenger» - 2:44 3. «Un scratch, un beat, un rap» - 3:52 4. «J'pète les plombs» - 3:45 5. «C'est ça la France» (feat. Eloquence) - 4:35 6. «Dieu seul sait quand le glas sonne» - 3:02 7. «J'irai cracher sur vos tombes» (feat. Taïro) - 6:02 8. «Ghetto sitcom» - 4:52 9. «F*ck Disiz» - 1:27 10. «Klash pas quand même» (feat. Bricefa) - 7:32 11. «Plus l'temps» - 3:37 12. «L'associé du diable» - 2:30 13. «L'avocat des anges» (feat. Toy) - 4:30 14. «Lyrics de gamin» (feat. Akhenaton) - 4:38 15. «Gnibi» (feat. Thione Seck) - 3:48 16. «La philosophie du hall» (feat. Eloquence y Juan Rozoff) - 5:03 17. «Le poisson rouge» - 4:45 18. «Les rumeurs» (feat. Joey Starr) - 3:16 19. «Le 6e sens» (feat. Béton armé, Cordélite, Dayen, Bricefa, Treyz) - 5:32 20. «Outro» - 0:57 |

### Participaciones
- 2000 : Banda sonora de Taxi 2 ( One-shot )
- 2008 : Démaquille toi (Rouge à Lèvres)
- 2011 : Los Valcheuzes (Klub Sandwich)
- 2014 : La Bande à Renaud vol.1 (La Bande à Renaud)

### Mixtapes y Recopilaciones
- 2003 : Disizenkane
- 2003 : Disiz la peste présente F*ck Dat Hard Art vol. 1 (Maxi)

- 2004 : F*ck Dat FM, álbum del sello discográfico F*ck Dat, que reúne a los raperos Eloquence, Dayen, Disiz, Treyz, Flag, Apôtre H y DJ Komplex
- 2009 : DisizStory 1 y 2

### Colaboraciones y apariciones
- 1995 : Disiz - «Plukemoi» en el álbum Independant 91,93,13
- 1995 :  Disiz feat. Ricky Up, Boss y Mambi - «Don't Stop» en el álbum Independant 91,93,13
- 1998 : Disiz feat. Boss One - «Planete des singes» en la recopilación Sachons dire NON Vol.1
- 1998 : Disiz «Freestyle en la mixtape L'Enjeu de DJ James
- 1999 : 3e Œil feat. Don choa y Disiz - «L'argent» en el álbum de 3e Œil, Hier, Aujourd Hui, Demain
- 1999 : Disiz - «Disiz versus La Peste» en la recopilación Homecore
- 1999 : Disiz feat. Fdy Phenomen - «Laisse…» en la recopilación Homecore
- 2000 : Disiz - «C'est d'la bête de bombe II» en la recopilación de Cut Killer Hip Hop Party Episodio 4: Les Inédits
- 2000 : Disiz feat. Faf Larage - «Millénaire» en la banda sonora de la película Taxi 2
- 2000 : Disiz - «Lettre ouverte» en la banda sonora de la película Taxi 2
- 2000 : Disiz - «À la conquête» en la banda sonora de la película Taxi 2
- 2000 : Disiz - «Il faudrait que t'arrêtes» en la banda sonora de la película Taxi 2
- 2000 : Disiz - «Intro» en la recopilación Nouvelle Donne 1 Collector
- 2000 : Disiz - «J'péte les plombs» en la recopilación Nouvelle Donne 1 Collector
- 2000 : Disiz feat. Abuz - «Toute vérité n'est pas bonne à dire» en la recopilación Nouvelle Donne 2
- 2000 : Code 147 feat. Diam's y Disiz - «L'impasse» en el álbum de Code 147, Street Réalité
- 2001 : Disiz feat. Akhenaton y Dadoo - «Clair et net» en la recopilación de Cut Killer, Cut Killer Show 2
- 2001 : Disiz feat. Sinik, Mala y Sir Doum'S - «Je n'attends plus rien» en la recopilación Banque de sons
- 2001 : Disiz feat. Diam's - «L'impasse» en la recopilación Banque de sons
- 2001 : Disiz - «Turbo Disiz Injection» en la recopilación Original Bombattak
- 2001 : Disiz - «Mon corps se désarme» en la recopilación Sur un air positif
- 2001 : Disiz feat. Busta Flex - «Volte/face» en la recopilación Première Classe Vol.2
- 2001 : Disiz feat. Rohff y Pit Baccardi - «Rap de barbares» en la recopilación Mission Suicide
- 2001 : Disiz feat. Iron Sy - «Bon ou mauvais'» en la banda sonora de la película Yamakasi
- 2001 : Disiz - «Dans mon HLM» en la recopilación Hexagone 2001
- 2001 : Disiz - «Dancehall Furie» en la recopilación 15 balles perdues
- 2001 : Disiz - «Assume» en la recopilación Nouvelle Donne Collector Vol.2
- 2001 : Weedy feat. Disiz y Triptik - «Le pacte des fous» en el álbum de Weedy & Le T.I.N, Guet-Apens 2
- 2002 : La Boussole feat. Disiz - «Racines» en el álbum de la Boussole, Rappel
- 2002 : Apotre H feat. Dayen, Disiz La Peste, Treyz - «Vengeance» en el maxi Apotre H, Brut
- 2003 : F.B.I. feat. Eloquence, Horseck, Iron Sy y Disiz - «2-Spee Remix» en el álbum homónimo de F.B.I.
- 2003 : Disiz - «Freestyle» en la recopilación Pur Son Ghetto Vol.2
- 2004 : Kery James feat. Disiz y Diam's - «L'amour véritable» en la mixtape Savoir & vivre ensemble
- 2004 : Kery James feat. distintos artistas - «Relève la tête» en la mixtape Savoir & vivre ensemble
- 2004 : Disiz - «Trahison» en la mixtape Têtes Brulées Vol.1
- 2004 : Joe & Cross feat. Disiz - «Pas là pour rien» en el Street CD de Joe Cross, Marche avec nous
- 2005 : Disiz - «L'original» en la recopilación Illicite Projet
- 2005 : Disiz - «Votez Disiz» en la recopilación Rap Performance
- 2005 : Kennedy feat. Disiz y Flag - «Quoi qu'il arrive» en el Street CD de Kennedy, Flashback
- 2005 : La Brigade feat. Disiz y Flag - «Quoi qu'il arrive» en la recopilación Rapocalyspe Vol.1
- 2005 : Disiz feat. Apotre H y Dayen - «Mets-le toi dans l'boule» en la recopilación Neochrome Vol.3
- 2005 : Al Peco feat. Disiz - «Faut te popodipo» en la recopilación Generation T'1kiete
- 2006 : Disiz - «Sénégalais de France» en la recopilación Funky Maestro All Starz
- 2006 : Disiz feat. Eilijah - sencillo Rien Qu'entre Nous
- 2006 : Grems Aka Supermicro feat. Disiz - «Carte a puce» Remix en el álbum de Grems, Airmax
- 2006 : Toyer feat. Disiz y Alpha 5.20 - «Mes racines» en el Street CD de Toyer, Le prototype
- 2007 : Disiz feat. Sdk Lada, Manolo y Korozeef - «Morts pour rien» en la recopilación Morts pour rien
- 2007 : Disiz feat. Savant des Rimes y Awa - «Je le savais» en la recopilación Get on the floor
- 2007 : Disiz feat. Idir - «Médailles en chocolat» en la recopilación La France des couleurs
- 2008 : Disiz - «Le repos du guerrier» en la recopilación Fat Taf 2
- 2008 : Disiz - «Tristesse taboue Part I» en la recopilación Département 91
- 2008 : Disiz feat. Busta Flex - «Ramène» en el álbum de Busta Flex, Sexe violence rap et flouze volume 2
- 2008 : Foreign Beggars feat. Disiz - «Hit That Gash» en el álbum Asylum Agenda
- 2009 : Disiz feat. Vincz Lee - «Danse» en el álbum de Vincz Lee, Dj Vincz Lee presents The InVinczible
- 2010 : Son of Kick feat. Natalia Clavier, Grems, Disiz y Micro Coz - Guacha
- 2010 : James Deano feat. Disiz - Tchioukabeurh
- 2010 : Disiz - «So Original» en el álbum 36 States : My Introduction
- 2012 : Nneka feat. Disiz - remix de Shining Star
- 2012 : «C'est nous les reustas (Remix)» con Busta Flex, Morsay, Guizmo, Mokless, Melopheelo, Dany Dan, Tiwony, Zoxea, Youssoupha, Fuzati y Nakk en la edición deluxe del álbum Tout dans la tête de Zoxea.
- 2012 : Mac Miller feat. Disiz - remix de «Loud» en la versión francesa de Blue Slide Park
- 2013 : Tito Prince feat. Disiz - «Grosse Touffe Bénie» en el EP Un Prince Dans un HLM
- 2013 : 3010 feat. Disiz - «La Base» en la versión física del EP Program
- 2013 : The Toxic Avenger feat. Disiz - « Artificial Lights »
- 2013 : Akhenaton, Disiz, Dry, Kool Shen, Lino, Nekfeu, Nessbeal, Sadek, Sneazzy, S.Pri Noir, Still Fresh, Soprano y Taïro - «Marche» banda sonora de la película <i>La Marche</i>
- 2014 :  <i>La Bande à Renaud</i> - «Laisse béton»
- 2014 : La Bande à Renaud - «Dès que le vent soufflera»
- 2014 :  Zaho, Disiz, Kayna Samet, Rod Janois, Canardo, Corneille - Le Chemin de pierre (versión urbana)
- 2014 :  Shtar Academy feat. Disiz - Ange y Démon
- 2014 :  Ol Kainry / Dany Dan feat. Lino, Disiz, Busta Flex, Tito Prince - Classic Shit
- 2014 : Canción de apertura de Foot 2 rue extrême
- 2014 : Vicelow feat. Dany Dan, 3010, Sams, Disiz, Taïro y DJ Nelson - Welcome to the BT2 remix
- 2014 : Tiers Monde feat. Disiz, Youssoupha - Five Minute A Slave
- 2014 : Vincz Lee feat. Disiz, Stress y J.O.A.T. – Soleil de minuit (en una producción de Jay Fase y Riga)
- 2014 : Sango feat. Alpha Wann, Deen Burbigo, Disiz, Espiiem, Gringe, Jazzy Bazz, Kema, Kenyon, Linkhan, L'Étrange, Nekfeu y Orelsan - 15 flows
- 2014 : Disiz - Rien à coffrer (producida por Astronote)
- 2015 : Demi-portion - Mon Dico Remix Clan feat Aketo, Disiz, Imed, Koma, Mediathèque, Mokless, Ol Zico, R.E.D.K, Sprinter, Swift Guad, Taieb y Volts Face
- 2015 : Disiz - Buzzer Shot
- 2015 : Lili Poe feat. Disiz - Sombre
- 2015 : Jonah feat. Disiz - Tous les deux
- 2015 : DJ Kayz feat. Disiz - «Elle aime pas la funk» (en la recopilación Paris Oran New York 2015)
- 2015 : Juicy P feat. Disiz y Shone - «Batman (Remix)» (en la recopilación Bikrav Tour)
- 2015 : DJ Skorp feat. Disiz - «Touche à rien (Remix)» (en la recopilación Red Devils)
- 2015 : Youssoupha feat. Alonzo/Médine/Sam's/Lino/Disiz - «Points communs» (en el álbum NGRTD de Youssoupha)
- 2015 : Dayron Clash feat. Disiz - «Illusion, Pt. 2» (en el álbum Illusion de Dayron Clash)
- 2016 : Manu Dyens feat. Disiz - «Demain sera hier» (en el álbum L'arbre de Manu Dyens)
- 2016 : Madame monsieur feat. Disiz - «Tel est pris» (en el álbum Tandem de Madame monsieur)
- 2021 : Masoe - Naissance ( Disiz aparece como coautor junto a Dany Synthé y Kouny).
- 2021 : Squidji - «Paradis Bleu» feat. Disiz (en el álbum OCYTOCINE de Squidji)

## Filmografía
- 2004 : La Chepor : Franck
- 2005 : Dans tes rêves : Ixe
- 2006 : Petits meurtres en famille : Éloi
- 2007 : Off Prime (02x10) : Él mismo
- 2008 - 2015 : Hero Corp. :Chico « Capitán Trois-Rivières » también conocido como Paul McCartney
- 2018 : DISIZ m'apprend à rapper (feat. Roméo Elvis) : Él mismo
- 2022 : La Cour des miracles dirigida por Hakim Zouhani y Carine May : Fabrice

## Teatro
- 2013 : Les Amours vulnérables de Desdémone et Othello, escrita por Manuel Piolat Soleymat y Razerka Ben Sadia-Lavant, dirigida por Razerka Ben Sadia-Lavant - Théâtre Nanterre-Amandiers

## Videografía

### Videoclips
| Año  | Título                                       | Álbum                                                |
| ---- | -------------------------------------------- | ---------------------------------------------------- |
| 2000 | J'pète les Plombs                            | Le Poisson rouge                                     |
| 2000 | Ghetto sitcom                                | Le Poisson rouge                                     |
| 2000 | Le poisson rouge                             | Le Poisson rouge                                     |
| 2003 | Nébuleuse con la participación de Humphrey   | Jeu de société                                       |
| 2005 | Dans tes Rêves                               | Les Histoires extraordinaires d'un jeune de banlieue |
| 2005 | Inspecteur Disiz                             | Les Histoires extraordinaires d'un jeune de banlieue |
| 2006 | Jeune de Banlieue                            | Les Histoires extraordinaires d'un jeune de banlieue |
| 2008 | Il est déjà trop tard                        | Disiz the End.                                       |
| 2009 | Alors tu veux rapper ?                       | Disiz the End.                                       |
| 2009 | Bête de Bombe 4                              | Disiz the End.                                       |
| 2010 | Dans le Ventre du Crocodile                  | Dans le ventre du crocodile                          |
| 2010 | Jolies Planètes                              | Dans le ventre du crocodile                          |
| 2011 | Faire la mer                                 | Dans le ventre du crocodile                          |
| 2012 | Moïse                                        | Lucide                                               |
| 2012 | Le poids d'un gravillon (Vendredi C Sizdi 1) | --                                                   |
| 2012 | Toussa Toussa                                | Lucide                                               |
| 2012 | Shadow Boxing (Vendredi C Sizdi 2)           | --                                                   |
| 2012 | Karl Lagerflow (Vendredi C Sizdi 3)          | --                                                   |
| 2012 | Un frigo, un cœur et des couilles            | Lucide                                               |
| 2012 | La Luciole (Vendredi C Sizdi 4)              | Dans le ventre du crocodile                          |
| 2012 | Mon Amour                                    | Lucide                                               |
| 2012 | Extra-Lucide                                 | Extra-lucide                                         |
| 2012 | Cœur gangster (Vendredi C Sizdi 6)           | Extra-lucide                                         |
| 2012 | Vide (Vendredi C Sizdi 7)                    | Extra-lucide                                         |
| 2012 | Auto-Dance (Vendredi C Sizdi 8)              | --                                                   |
| 2012 | Best Day                                     | Extra-Lucide                                         |
| 2013 | Pour l'homme                                 | Extra-Lucide                                         |
| 2013 | Fête foraine                                 | Extra-Lucide                                         |
| 2013 | C'est ma tournée                             | Extra-Lucide                                         |
| 2013 | Les moyens du bord                           | Extra-Lucide                                         |
| 2013 | Salauds d'pauvres                            | Extra-Lucide                                         |
| 2013 | Transe-Lucide                                | --                                                   |
| 2013 | Le rap c mieux                               | --                                                   |
| 2013 | Hass Been (Vendredi C Sizdi 9)               | --                                                   |
| 2013 | Fuck les Problèmes                           | Transe-Lucide                                        |
| 2014 | Petit coin de paradis (Vendredi C Sizdi 10)  | --                                                   |
| 2014 | Rap-Genius                                   | Transe-Lucide                                        |
| 2014 | Porté disparu                                | Extra-Lucide                                         |
| 2014 | Complexité française                         | Transe-Lucide                                        |
| 2014 | Kamikaze                                     | Transe-Lucide                                        |
| 2014 | King of Cool                                 | Transe-Lucide                                        |
| 2015 | Banlieusard Syndrome                         | Transe-Lucide                                        |
| 2015 | Les 10 commandements du MC                   | Rap Machine                                          |
| 2015 | Bête de bombe 6                              | Rap Machine                                          |
| 2015 | Abuzeur                                      | Rap Machine                                          |
| 2015 | Basic Instinct                               | Rap Machine                                          |
| 2015 | En réunion                                   | Rap Machine                                          |
| 2015 | Oto Moto                                     | Rap Machine                                          |
| 2015 | Chaque Week-end feat. Aelpéacha              | Rap Machine                                          |
| 2015 | La promesse feat. Soprano y Youssoupha       | Rap Machine                                          |
| 2015 | Comme un rappeur (wa ever)                   | Rap Machine                                          |
| 2016 | Grande Colère                                | --                                                   |
| 2017 | Autre Espèce                                 | Pacifique                                            |
| 2017 | Splash                                       | Pacifique                                            |
| 2017 | Ça va aller                                  | Pacifique                                            |
| 2017 | Poisson étrange                              | Pacifique                                            |
| 2017 | L.U.T.T.E.                                   | Pacifique                                            |
| 2018 | Hiroshima                                    | Disizilla                                            |
| 2018 | Kaïju / Disizilla                            | Disizilla                                            |
| 2018 | Enfants Irradiés                             | --                                                   |
| 2021 | Casino                                       | L'Amour                                              |
| 2022 | Rencontre feat. Damso                        | L'Amour                                              |

### Apariciones videográficas
| Año  | Título                                                                  | Álbum                                                     |
| ---- | ----------------------------------------------------------------------- | --------------------------------------------------------- |
| 2000 | Lettre Ouverte (Jaloux) (Disiz feat Jalane)                             | One Shot Colectivo (BO Taxi 2 )                           |
| 2000 | Millénaire (One Shot)                                                   | One Shot Colectivo (BO Taxi 2 )                           |
| 2000 | Volte/Flow (Disiz y Busta Flex)                                         | Première Classe Vol.2 - Les faces à faces du rap français |
| 2005 | Métisse (Yannick Noah feat. Disiz)                                      | Métisse(s)                                                |
| 2008 | Gash (Rouge à lèvres)                                                   | Démaquille-toi                                            |
| 2009 | Danse (DJ Vincz feat. Disiz)                                            | DJ Vincz Lee presents The InVinczible                     |
| 2010 | Guacha (Hijo de Patada feat. Disiz, Natalia Clavier, Grems y Micro Coz) | --                                                        |
| 2011 | Klub Sandwich (Klub Sandwich)                                           | Les Valcheuzes                                            |
| 2013 | Grosse Touffe Bénie (Tito Prince feat. Disiz)                           | Un prince dans un HLM                                     |
| 2013 | C'est la base (3010 feat. Disiz)                                        | Program                                                   |
| 2013 | Romance and Cigarettes (The Toxic Avenger feat. José Rey Fontao)        | Romance and Cigarettes                                    |
| 2014 | Soleil De Minuit (Vincz Lee feat. Disiz, Stress y J.O.A.T)              | --                                                        |
| 2014 | 12e lettre (Lino)                                                       | Requiem                                                   |
| 2014 | Dès que le vent soufflera (La Bande à Renaud)                           | La Bande à Renaud                                         |
| 2014 | Fresh Prince (Soprano)                                                  | Cosmopolitanie                                            |
| 2015 | Sombre (Lili Poe feat. Disiz)                                           | ecos                                                      |
| 2015 | Tous les deux (Jonah feat. Disiz)                                       | --                                                        |
| 2015 | Party Night Relou II (Mister V feat. Le Huss)                           | --                                                        |
| 2016 | L'Apaisement (Faqyyr Bey x Disiz)                                       | --                                                        |

## Premios y nominaciones

### Victoires de la musique
| Año  | Obra nominada                                        | Categoría                                 | Resultado |
| ---- | ---------------------------------------------------- | ----------------------------------------- | --------- |
| 2006 | Les Histoires extraordinaires d'un jeune de banlieue | Álbum de rap, ragga, hip hop, R&B del año | Ganador   |
| 2013 | Extra-lucide                                         | Álbum de música urbana del año            | Nominado  |

### Trace Urban Music Awards
| Año  | Obra nominada | Categoría               | Resultado |
| ---- | ------------- | ----------------------- | --------- |
| 2013 | Extra-lucide  | Mejor álbum             | Nominado  |
| 2013 | Disiz         | Mejor actuación en vivo | Nominado  |